# Daimler-Benz DB 605

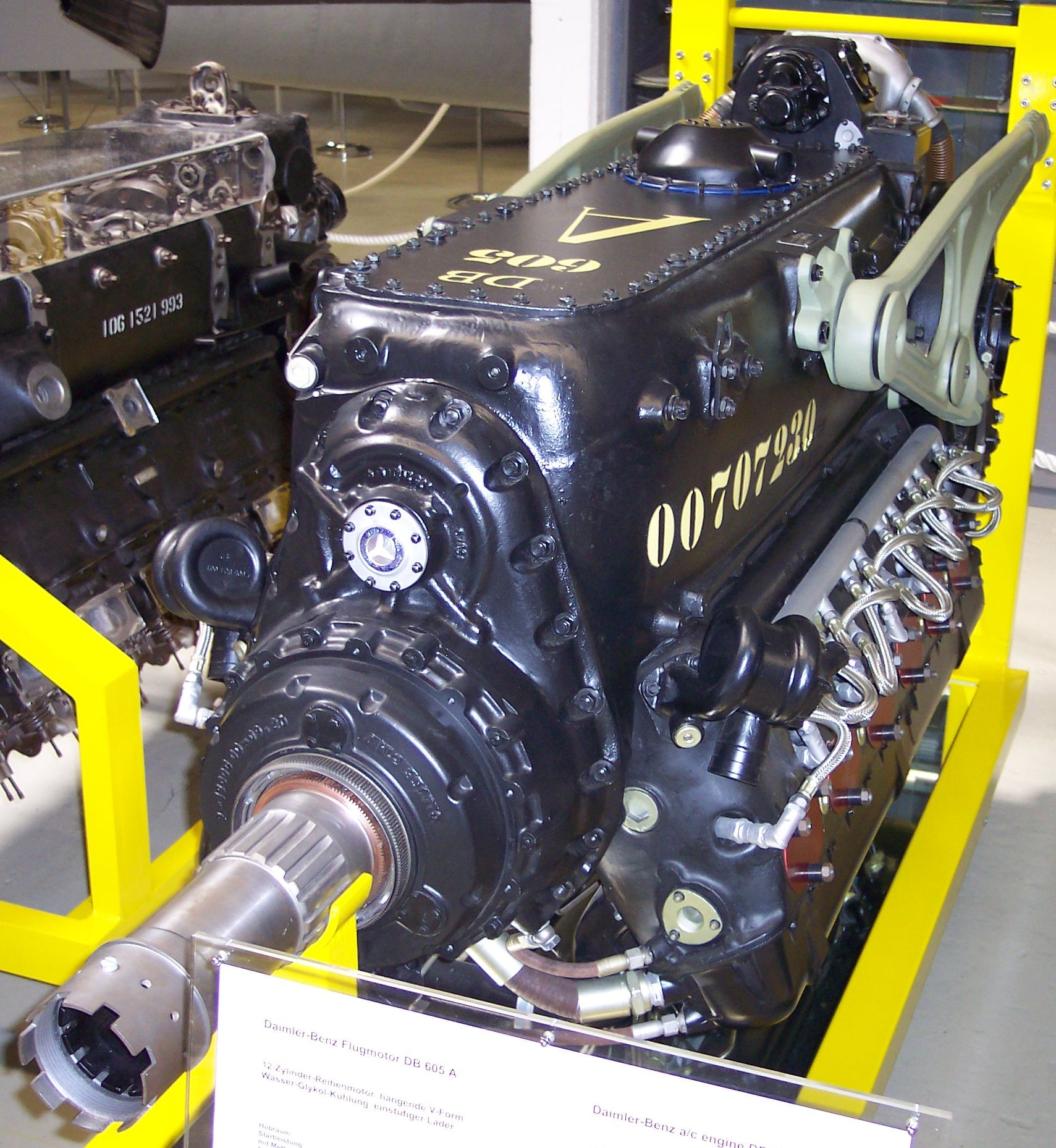
Daimler-Benz DB 605A

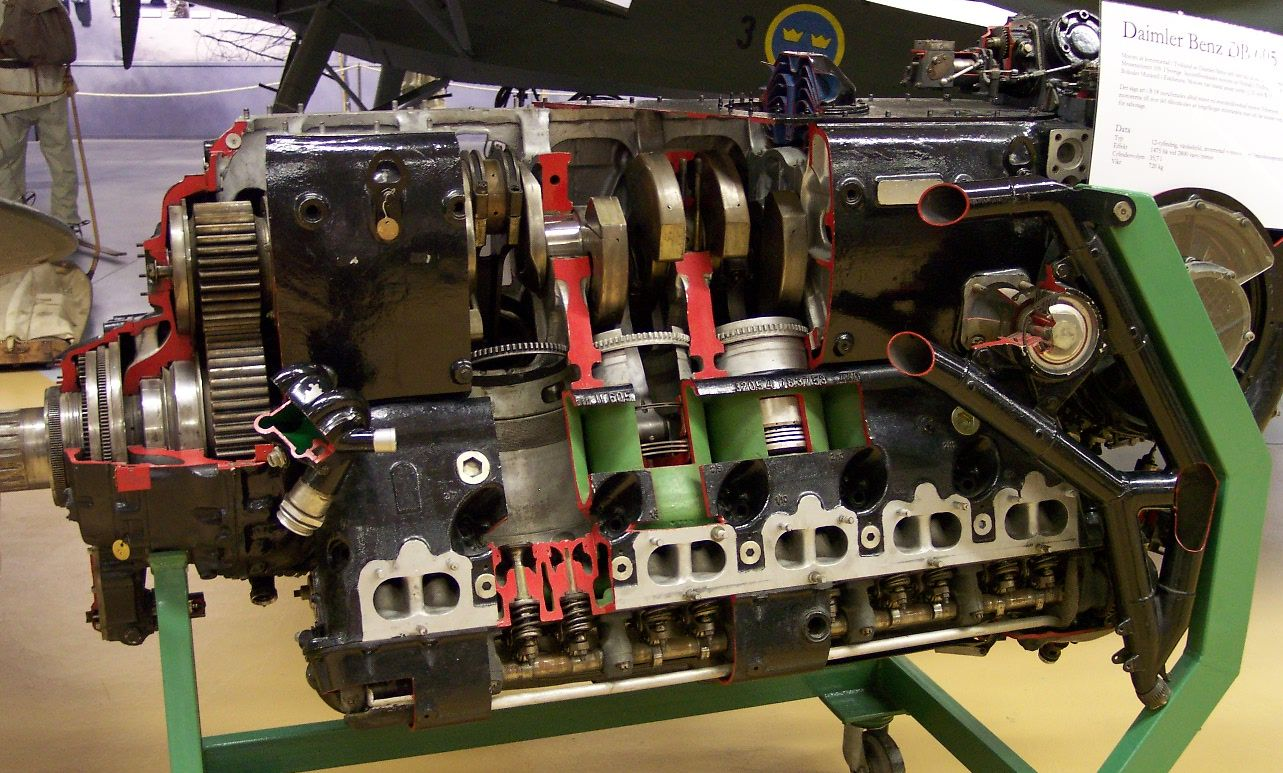
Daimler-Benz DB 605A parzialmente sezionato

Il Daimler-Benz DB 605 era un motore aeronautico 12 cilindri a V rovesciata raffreddato a liquido prodotto dall'azienda tedesca Daimler-Benz AG durante la seconda guerra mondiale.

## Storia

### Sviluppo
Il DB 605, pur essendo un progetto del tutto nuovo, utilizzava come base di partenza il precedente DB 601. Si differenziava da questo per molti dettagli e per le modalità di costruzione. Venne aumentato l'alesaggio dei cilindri, che passò da 150 a 154 mm, e la cilindrata del motore aumentò del 5,4% mentre il regime di rotazione massimo salì del 13%. Anche il peso del motore subì un incremento arrivando a 700 kg a vuoto.
Del DB 601 conservava sia il sistema di iniezione del carburante sia il meccanismo automatico di regolazione della velocità di rotazione del compressore. Questo sistema regolava la pressione di sovralimentazione all'aumentare della quota. Il sistema era governato da una valvola barometrica e la velocità massima di rotazione veniva raggiunta alla quota, detta quota di ristabilimento, di 5 700 m. Il limite di questo sistema si riscontrava in quelle situazioni nelle quali la pressione reale dell'aria era inferiore a quella alla quale era regolata la valvola e in particolare durante il decollo. In questo caso si aveva una minore erogazione di potenza.
Il motore utilizzava una benzina a 90 ottani e montava il sistema MW 50. Questo sistema permetteva di incrementare, per un periodo di tempo limitato, la potenza prodotta dal motore iniettando nei cilindri, oltre ovviamente al carburante, una miscela composta al 50% da acqua e metanolo. Per esempio il motore DB 605DC aveva una potenza massima di 1 474 CV (1 099 kW), con l'entrata in funzione del sistema MW 50 questa potenza saliva a 2 000 CV (1 491 kW).
Dal punto di vista delle prestazioni il DB 605 garantiva, rispetto al DB 601, un incremento del 25% della potenza in emergenza e del 18% nelle altre situazioni.
Le prime versioni manifestarono un problema al serbatoio dell'olio. In volo, a causa del surriscaldamento, il serbatoio cedeva provocando la fuoriuscita del liquido che, entrando in contatto con il motore, poteva scatenare un incendio. Questo problema fu risolto creando delle prese d'aria che provvedessero al raffreddamento del serbatoio.
Il DB 605 venne utilizzato sulle versioni finali del Bf 109 (dal G-1 al G-8, G-10, G-10AS, G-14, K-4, K-14 e sui prototipi della versione mai prodotta -H), su due versioni del Bf 110 e su una del Me 210. In Italia venne utilizzato sui caccia della Serie 5.
Il DB 605 può essere considerato il migliore motore per aeroplani prodotto in Germania durante il conflitto. Tra i pochi problemi riscontrati dal DB 605 va ricordata la necessità di una costante e frequente manutenzione, interventi dovuti però più a fattori esterni che a difetti di progettazione del propulsore. La difficoltà di reperibilità di materiali strategici verso la fine del conflitto comportò infatti un decadimento della qualità della produzione e, soprattutto a causa dei costanti bombardamenti alleati, la disponibilità di carburanti di scarsa qualità.

### Produzione su licenza

#### Italia
Come per il precedente DB 601, anche il DB 605 venne prodotto su licenza in Italia. Furono prodotte le versioni A e Aa e, in numeri molto ridotti, C. Incaricata della produzione fu la FIAT che iniziò ad avviare i preparativi necessari verso la fine del 1941. I primi esemplari furono realizzati nel 1942 mentre la produzione in massa cominciò nel 1943. Gli esemplari del 1942 mantennero la denominazione originale, DB 605, mentre quelli prodotti nel 1943 e nel 1944 erano designati Fiat 1050 RC 58I (DB 605A). In totale furono realizzate 1.196 unità nel 1943 e 548 nel 1944. I DB 605C prodotti dalla FIAT avevano un rapporto di riduzione tra albero motore e elica diverso da quello di serie: 1:0,485 e non 1:0,593.

#### Svezia e Giappone

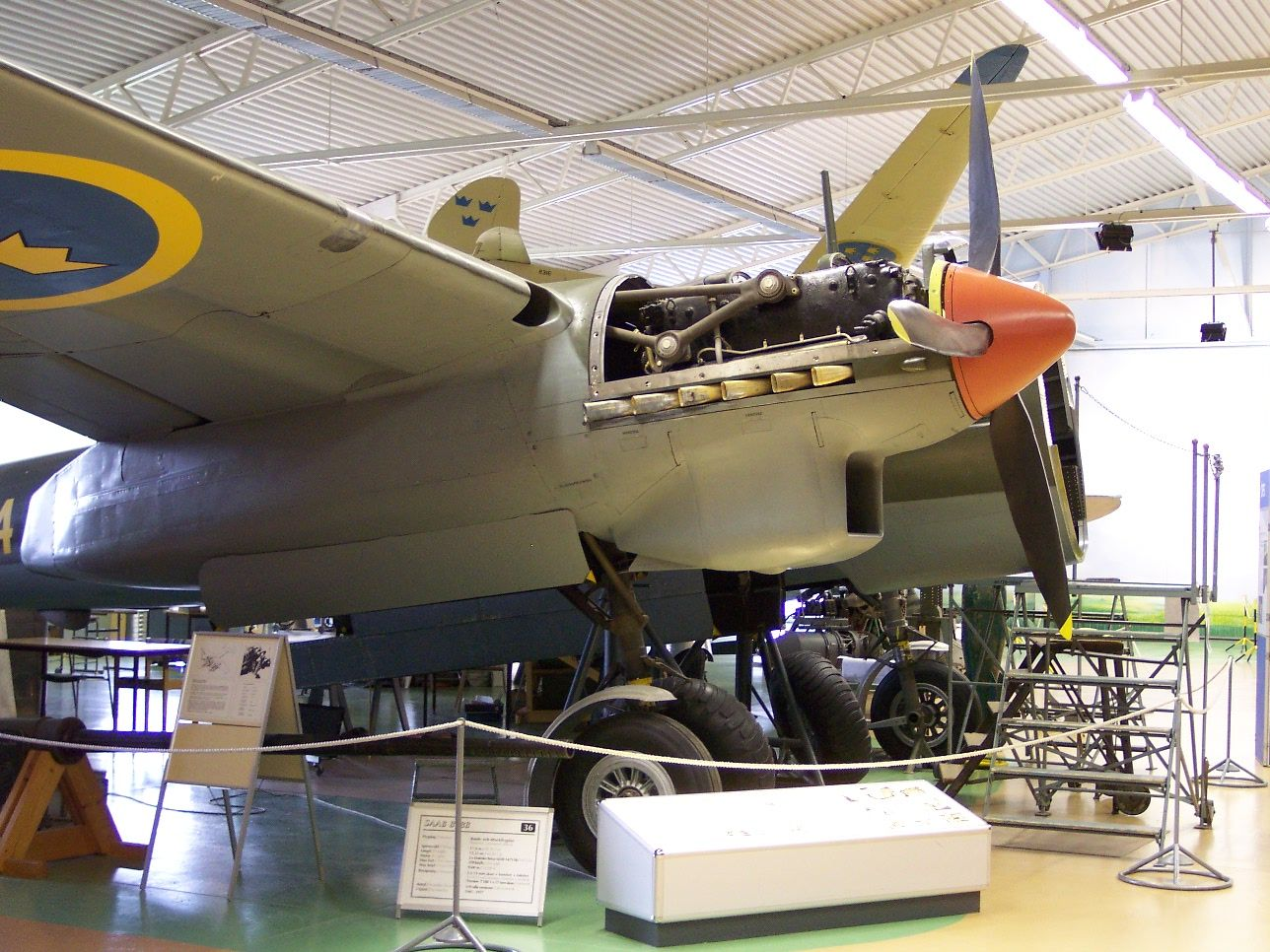
Particolare del SAAB B 18B.

Il DB 605 venne prodotto su licenza anche in Svezia. Venne utilizzato sul bimotore SAAB B 18B, versione da bombardamento in picchiata del velivolo, che continuò ad essere utilizzato fino alla fine degli anni cinquanta e sulla prima versione, J21A, del caccia J21.
Anche in Giappone furono realizzate delle versioni che si possono assimilare al DB 605. Una versione designata, Ha.140 e prodotta dalla Kawasaki, utilizzava come base la versione prodotta su licenza del DB 601, designata Ha.40, del quale rappresentava una versione dal limite prestazionale più elevato. L'Ha.140 ebbe uno sviluppo travagliato a causa della bassa qualità delle materie prime disponibili e dello scarso numero di ottani delle benzine. Fu utilizzato in piccoli numeri su alcuni Kawasaki Ki.61 II nel 1944. Ma la distruzione degli impianti di produzione e la scarsa affidabilità dimostrata ne decretarono la fine della produzione nell'autunno dello stesso anno. L'altra versione fu realizzata dalla Aichi che produceva, su licenza, il DB 601, con la designazione di Aichi AE1A Atsuta 12. Partendo da questo venne realizzato l'Aichi AE1P. Questo motore che si rivelò più affidabile dell'Ha.140 sviluppava, a livello del mare, 1 400 hp (1 043 kW) a 2 600 giri al minuto. Fu utilizzato sullo Yokosuka D4Y2 (Judy).

## Versioni
Come per tutti i motori anche del DB 605 verranno realizzate molte versioni che differivano tra loro per la potenza erogata ed i rapporti di riduzione. Vennero anche realizzate versioni specifiche per l'utilizzo in alta quota dotate di una girante del compressore di diametro maggiore. Da questo motore verrà sviluppato il Daimler-Benz DB 610, in pratica costituito da due DB 605 accoppiati.
- DB 605 A(M) - versione standard, potenza a partire da 1 475 CV (1 085 kW); 605 AM dotata di sistema MW 50, potenza a partire da 1 800 CV.
  - DB 605 B - come la versione 605 A ma con senso di rotazione all'albero invertito e diversa riduzione, per l'uso nei velivoli bimotori come Messerschmitt Bf 110 e Me 210.
- DB 605 AS(M) - versione ottimizzata per l'alta quota del 605 A, dotata del compressore montato sul DB 603, potenza a partire da 1.435 CV; 605 ASM dotata di sistema MW 50, potenza a partire da 1.800 CV.
  - DB 605 ASB(M) - versione derivata dal 605 AS, utilizzata nella parte finale della seconda guerra mondiale, ottimizzata per l'alta quota e alimentata da carburante B4; ASBM dotata di sistema MW 50, potenza a partire da 1.800 CV.
  - DB 605 ASC(M) - versione derivata dal 605 AS, utilizzata nella parte finale della seconda guerra mondiale, ottimizzata per l'alta quota e alimentata da carburante C3; ASCM dotata di sistema MW 50, potenza a partire da 2.000 CV.
- DB 605 DM - prima versione del DB 605 serie D, dotata di sistema MW 50, potenza a partire da 1.700 CV.
  - DB 605 DBM - versione derivata dal 605 DM, dotata di sistema MW 50, potenza a partire da 1.850 CV, successivamente ridotta a 1.800 CV. alimentata da carburante B4.
  - DB 605 DCM - versione derivata dal 605 DM, dotata di sistema MW 50, potenza a partire da 2.000 CV, alimentata da carburante C3.

## Velivoli utilizzatori
Germania
- Messerschmitt Bf 109 (varie versioni)
- Messerschmitt Bf 110 (versioni G e H)
- Messerschmitt Me 210 (versione C)

 Italia
- Caproni Ca.331 (previsto)
- Fiat G.55
- Macchi M.C.205V
- Macchi M.C.205N
- Reggiane Re.2005
- Savoia-Marchetti S.M.91
- Savoia-Marchetti S.M.92
- Savoia-Marchetti S.M.93

 Svezia
- Saab 18B
- Saab 21

 Finlandia
- VL Pyörremyrsky

### Pubblicazioni
- Gigli-Cervi, A., (1998), Rolls Royce Merlin e Daimler Benz 601/605 in Aerei nella Storia, agosto, pp. 14–21
- Vaccari, P.F., (1996), DB601, DB605: i 12 cilindri dell'Asse in Rivista Storica, aprile, pp. 61–69